# Origanum
- Commons
- Wikispecies

Origanum L. (vernacular, orégano) é um gênero botânico da família Lamiaceae. As espécies do Origanum são nativas da Europa e Ásia.
O gênero constituido é por 205 espécies, destacando-se a Origanum majorana (manjerona) e a Origanum vulgare (orégãos ou orégano).

## Espécies
| Origanum acutidens Origanum amanum Origanum calcaratum Origanum dictamnus Origanum laevigatum Origanum leptocladum Origanum libanoticum Origanum majorana | Origanum (x)majoricum Origanum microphyllum Origanum onites Origanum rotundifolium Origanum scabrum Origanum sipyleum Origanum syriacum Origanum vulgare |

- «Lista completa»

## Classificação do gênero
| Sistema | Classificação                        | Referência               |
| ------- | ------------------------------------ | ------------------------ |
| Linné   | Classe Didynamia, ordem Gymnospermia | Species plantarum (1753) |